# -guaçu (sufixo)

Exemplo do sufixo -ûasu na toponímia brasileira

-gûasu AFI: [wa'su], ou -usu AFI: [u'su] é um sufixo da língua tupi, o qual chegou ao português com as formas -guaçu e -açu. Trata-se de um sufixo que, no tupi antigo, formava o grau aumentativo. Exemplos:
- 'Ygûasu: rio grande (literalmente: riozão)
- Kunumĩgûasu: menino grande, moço
- Ybytyrusu: montanhão, serra

Como se pode perceber, o sufixo de grau aumentativo possui dois alomorfes: -gûasu (ou -ûasu) é usado em palavras oxítonas. Já o morfe -usu é usado após paroxítonas, ensejando a queda do 'a' átono no final da palavra, se este existir (como é o caso de ybytyrusu acima, que é derivado da palavra paroxítona ybytyra, com 'a' átono).
O sufixo aumentativo frequentemente é traduzido por "grande". Tal tradução, embora válida, pode levar a equívocos, pois -gûasu não é um adjetivo na língua tupi. A razão disso é que ele não pode ser usado predicativamente. Por exemplo, não é possível falar "a canoa é grande", em tupi, usando -ûasu. Para isso, seria necessário dizer:
- Ygara seburusu: A canoa (ygara), ela (s-) [é] grande (-eburusu).

Só é possível falar "canoa grande", ou "canoão". Neste caso, seria em tupi: ygarusu.

## Outros significados
Além de sufixo de grau aumentativo, -gûasu e suas variantes, no tupi, eram usados adverbialmente ao lado de adjetivos e verbos. Nestes casos, ele assumia o significado de muito (tanto em quantidade como em intensidade).
- Arurusu: trago muitos (quantidade)
- Aîemoorybusu: Alegro-me muito (intensidade)

## O sufixo em português
Segundo o dicionário Aulete, -guaçu leva hífen "quando tem individualidade morfológica e vai ligado a elemento acabado em vogal graficamente acentuada: araçá-guaçu, amoré-guaçu, maracanã-guaçu."
Na mesma linha, para Evanildo Bechara, um hífen é usado quando o primeiro elemento da composição termina com uma vogal com acento gráfico (como em todos os exemplos menciondos acima), ou quando a pronúncia requer distinção gráfica, como em capim-açu.

## Antônimo
-guaçu geralmente se opõe a mirim. Contudo, as palavras não estão sob um mesmo paradigma. Mirim vem do tupi mirĩ, que é um adjetivo que significa 'pequeno'. Não se trata, portanto, de um sufixo. Guaçu, na verdade, tem como antônimo o sufixo diminutivo -'i ou -'ĩ. Exemplos:
- Ita'ĩ: pedrinhas
- Pitangĩ: criancinha (recém-nascido)